# الفرنك (فلم وثائقي)
الفرنك (بالفرنسية: Le Franc) هُو فيلم كوميدي قصير سنغالي صدر عام 1994 وأخرجه جبريل ديوب مامبيتي. تدور أحداث الفيلم حول ماريغو، وهو موسيقي مُفلس يعيش في بلدة أكواخ، ويتعرض لمضايقات صاحبة البيت الذي يكتريه. استخدم صاحب الفيلم فكرة الاعتماد على اليانصيب من أجل البقاء كأرضية لانتقاده تخفيض الحكومة الفرنسية لقيمة فرنك غرب إفريقيا بنسبة 50٪ سنة 1994، والمصاعب التي نتجت عن ذلك. كان من المفترض أن يكون فيلم الفرنك الأول ضمن ثلاثية تحت عنوان «حكايات الناس العاديين». لكن وفاة مامبيتي المفاجئة في عام 1998 حالت دون الانتهاء من الفيلم الثالث.

## القصة
يحلم الموسيقي ماريغو بآلة - كونغوما - التي صادرتها صاحبة المنزل الذي يستأجره بسبب أنه لم يدفع الإيجار ولو مرة. حصل على بطاقة يانصيب وقرر وضعها في مكان آمن أثناء انتظار السحب: قام بلصقها على الجزء الخلفي من بابه. في ليلة القرعة، تفاجأ ماريغو كونه صاحب البطاقة الفائزة. أصبح يتخيل نفسه بالفعل مليونيرا، مع ألف آلة كونغوما، وأوركسترا وطائرة خاصة... حتى أنه راودته رُؤى حول شخصية أميناتا فال، رمز الرأسمالية في أفريقيا. لكن اعترضته مشكلة صغيرة، وهي: البطاقة مُلتصقة بالباب...

## طاقم التمثيل
- ديمبا با بدور «القزم».
- دياي ما دياي بدور «ماريغو».
- أميناتا فال بدور «صاحبة المنزل».

## إصدار الفيلم
صدر فيلم الفرنك على قرص دي في دي إلى جانب فيلم الصغيرة بائعة الشمس.

## روابط خارجية
مقالات تستعمل روابط فنية بلا صلة مع ويكي بيانات